# Jenö Marton
Jenö Marton (* 25. November 1905 in Hamburg; † 18. Juni 1958 in Zürich) war ein Schweizer Schriftsteller.

## Leben
Jenö Marton entstammte einer ungarischen Zirkusfamilie. Von 1917 bis 1925 besuchte er Schweizer Schulen und war Insasse der Erziehungsanstalt in der Festung Aarburg, wo er auch gegen seinen Willen zum Schneider ausgebildet wurde. Daneben war Marton in der Pfadfinderbewegung aktiv, in deren Presse seine ersten literarischen Arbeiten erschienen. Nachdem er als Werbeberater, Regisseur und Kaufmann tätig gewesen war, verlegte sich Marton in den 1930ern ganz aufs Schreiben.
Sein Werk besteht vorwiegend aus Jugendbüchern, in denen er u. a. auch seine Erfahrungen im Zirkusmilieu und in der Erziehungsanstalt verarbeitete. 1936 erregte er mit dem pfiffigen Kinderbuch Stop Heiri – da dure!, das den jugendlichen Leser als Detektiv mit einbezieht, grosses Aufsehen. Auch sein 1941 erschienener autobiographischer Zirkusroman für Kinder, Jimmy, Jacky und Jonny, die Zirkusbuben, war ein Erfolg. Seine Hauptwerke waren Gunaria das Reich (1942) – die gleichnishafte Darstellung eines modernen Staates und der Gefahren des Totalitarismus – sowie der Roman Jürg Padrun (1944), ein im Bündnerland des 19. Jahrhunderts angesiedeltes, ambitioniertes Stück Heimatliteratur. Sie brachten nicht den erhofften Erfolg beim erwachsenen Lesepublikum, so dass der Autor, der seit 1940 Schweizer Staatsbürger war, in der Folge bis auf einige kleinere Arbeiten weitgehend verstummte und rasch in Vergessenheit geriet. Er starb im Alter von 52 Jahren an den Folgen einer Lungenembolie.

## Werke
- Gärende Seelen, Zürich 1929
- Mit Huhaha durch Paprika, Zürich 1930
- Dreihäuserkinder, Chur 1935
- Zelle 7 wieder frei ...!, Aarau 1936
- Stop Heiri – da dure ...!, Aarau 1936
- Ueli, Urs und Urseli im Kinderparadies, Zürich 1940
- Jimmy, Jacky & Jonny, die Zirkusbuben, Zürich 1941
- Gunaria das Reich, Zürich 1942
- Jürg Padrun, Zürich 1944
- Die blauen Sonette, illustriert von Heinrich Herzig, Gais 1947
- Tatzelwurm und Alpruoch, Zürich 1949 (zusammen mit Moritz Kennel)